# Saša Ćetković
Saša Ćetković (Zagreb, 1968.), hrvatski fotograf

## Životopis
Rodio se u Zagrebu. Otac Jozo bio je poznati hrvatski fotograf i njegov veliki uzor u radu. Treća je generacija fotografa u obitelji. Djed je bio fotograf u Starom Baru. Saša Ćetković bio je suradnik vodećih reklamnih agencija i Hrvatske turističke zajednice. U Hrvatskome narodnom kazalištu u Zagrebu bio je službeni fotograf. Bio je urednik fotografije u mnogim tiskanim medijima.

## Nagrade
Za rad je dobio nagrade. Radovi su mu izlagani na nizu izložbi u Hrvatskoj i inozemstvu.